# Egholm (Bågø)
Egholm ist eine kleine unbewohnte (Stand 1. Januar 2009) dänische Insel im Kleinen Belt unmittelbar nordwestlich der Insel Bågø gelegen. Sie gehört zur Kirchspielsgemeinde (dän.: Sogn) Bågø Sogn, die bis zur dänischen Kommunalreform von 1970 zur Harde Båg Herred im damaligen Odense Amt gehörte, danach zur Assens Kommune im damaligen Fyns Amt. die mit der nächsten dänischen Kommunalreform 2007 in der erweiterten Assens Kommune in der Region Syddanmark aufging.
Das Klima ist gemäßigt. Die Durchschnittstemperatur beträgt 7 °C. Der wärmste Monat ist der August mit 16 °C, der kälteste der März mit 2 °C.